# Храневич, Константин Иерофеевич
Константин Иерофеевич Храневич (1870—1941) — русский экономист; журналист. Псевдонимы: И-х, К.; А-вич; Х.Р.; К.И.; К-х; К-ч; Х.; Х-вич; Хр., К; Хр-ч, К; Х-ч; Х-ч, К.

## Биография
Родился в 1870 году в селе Шимковцы Острожского уезда Волынской губернии. 
Окончил Волынскую духовную семинарию (1890) и Санкт-Петербургскую духовную академию (1894). В 1895 году стал преподавать в двухклассной церковно-приходской школе Общества вспоможения бедным при церкви Покрова Богородицы, что в Большой Коломне. Одновременно, писал статьи для «Энциклопедического словаря Ф. А. Брокгауза и И. А. Ефрона». а затем — для «Русского биографического словаря А. А. Половцова». 
В 1898 году перешёл на службу в счётное отделение Петербургского управления государственных сберегательных касс; в 1901 году получил чин титулярного советника. С 1901 состоял членом Совета и казначеем Русского библиологического общества. В 1901 году стал помощником инспектора, в 1903 году — контролёром Санкт-Петербургского Государственного банка, а  в 1905 году — ревизором управления по делам мелкого кредита банка. В 1908 году произведён в надворные советники, в 1916 году — в статские советники. В 1917 году исполнял обязанности помощника руководителя управления по делам мелкого кредита, был чиновником особых поручений Министерства финансов. 
После Октябрьской революции уехал на юг России. В 1921—1922 годах преподавал в Институте народного хозяйства в Одессе. В августе 1922 года был арестован одесским ГПУ, отпущен и в октябре 1922 года выехал в Болгарию; жил в Варне, затем переехал в Ровно (Польша). С 1924 года жил в Чехословакии; был профессором Русского института сельскохозяйственной кооперации в Праге, входил в редколлегию издававшихся институтом в 1924–1929 годах учёных записок «Кооперация и сельское хозяйство»; вёл семинар по истории всероссийских кооперативных съездов. Участвовал в составлении юбилейного сборника на чешском языке «Русские инвалиды Чехословакии. К 10-летию существования Чехословацкой республики» (Прага, 1928). С 1929 года — член Союза русских педагогов средней и низшей школы в Чехословацкой республике. В апреле 1931 года был избран председателем клуба «Русское общественное сознание» в Праге. Состоял также в Союзе русских кооператоров (1932).
Поддерживал С. С. Маслова — основателя Трудовой крестьянской партии «Крестьянская Россия» — в ходе его внутрипартийной борьбы; входил в пражскую группу партии, в апреле 1933 года был избран в Совет партии. Вёл в журнале «Знамя России» специальный отдел, посвященный Советской России. Выступал с докладами («Роль кооперации и переустройство народного хозяйства России», «Генезис кулачества», «Проблемы Украины», «Вера и церковь в системе государственного устройства будущей России») на собраниях пражской группы. Участвовал в работе Пражского евразийского семинара, Экономического кабинета профессора С. Н. Прокоповича.